# 本通駅
本通駅（ほんどおりえき）は、広島県広島市中区本通にある広島高速交通広島新交通1号線（アストラムライン）の駅である。ステーションカラーは■桃色。

## 歴史
- 1994年（平成6年）8月20日：アストラムラインの開業に伴い、始発駅として開設[1][2]。
- 1999年（平成11年）3月20日：ダイヤ改正で新設された急行列車の停車駅となる[1]。
- 2004年（平成16年）3月20日：ダイヤ改正で急行列車が廃止[1]。
- 2009年（平成21年）8月8日：自動改札機にPASPY導入。
- 2015年（平成27年）6月12日：構内放送とホームの発車標が新白島駅と同等のものに更新された。

## 駅構造
地下街紙屋町シャレオの南端にある地下駅で広島新交通1号線の駅では最も標高が低い（-11.4m）。隣の県庁前駅とは300mしか離れておらず、地下街紙屋町シャレオを通じて繋がっている。コインロッカー設置駅。広島電鉄宇品線の電停がほぼ真上にある。
島式ホーム1面2線をもつ地下駅である。
高架線が多いアストラムラインにおいて、本通駅～城北駅のみが地下構造とされているのは、原爆ドーム・平和公園・広島城等の景観保全と、他交通機関との乗継利便性、街づくり、道路幅員などを考慮したことによる。

### のりば
| のりば | 路線              | 行先           |
| ------ | ----------------- | -------------- |
| 1・2   | ■アストラムライン | 広域公園前方面 |

紙屋町シャレオと地下連絡口で直結している他、地上出入口を共有している。本通駅構内につながる本通交差点（西側・東側）と広島市信用組合本店の3つの出入口に関しては、アストラムラインのイメージカラー・ロゴなどを使い、駅出入口であることを強調するとともに「シャレオ連絡通路」の案内を併記している。

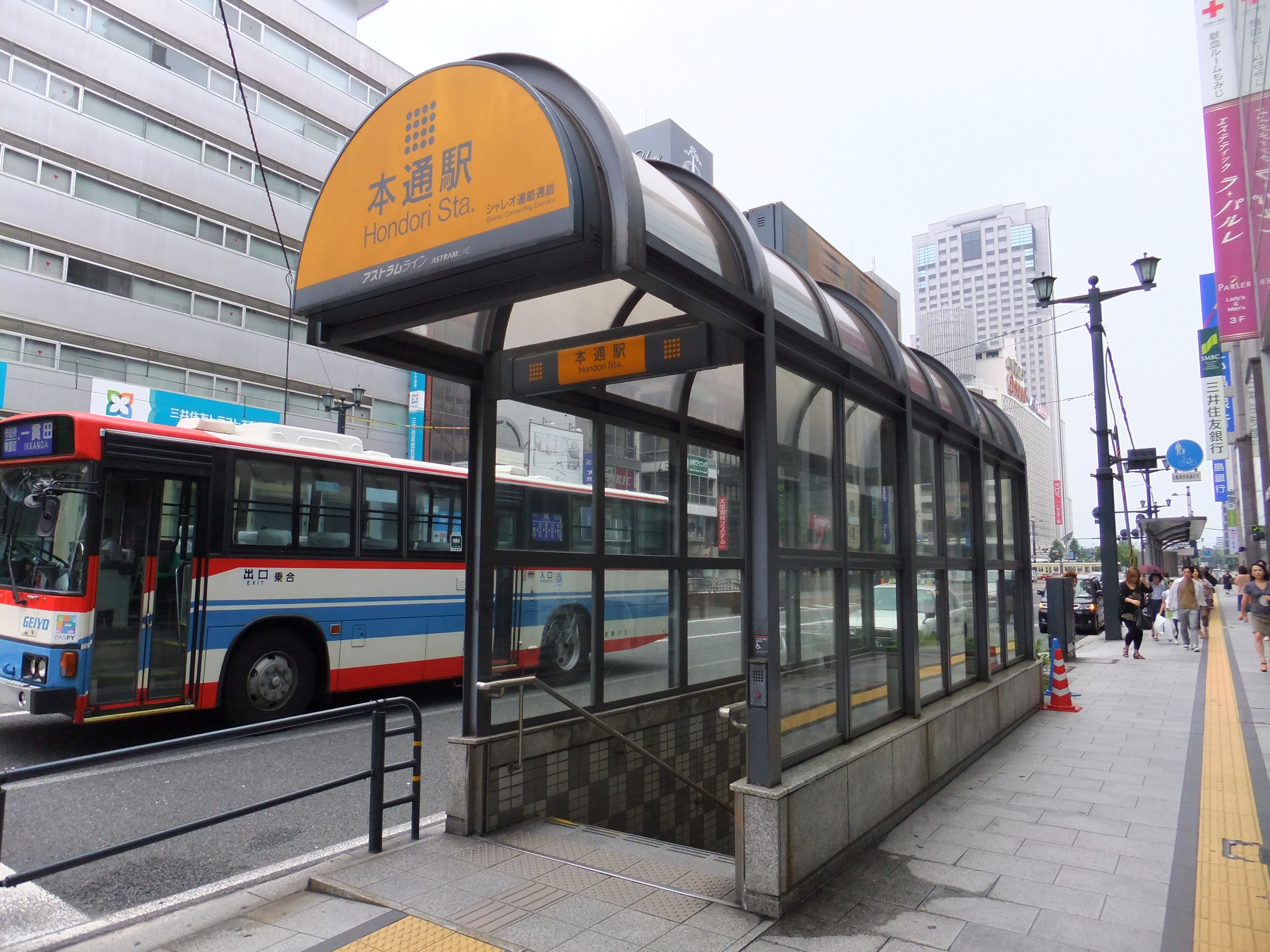
本通（東側）出入口。右下に「シャレオ連絡通路」の案内も見られる
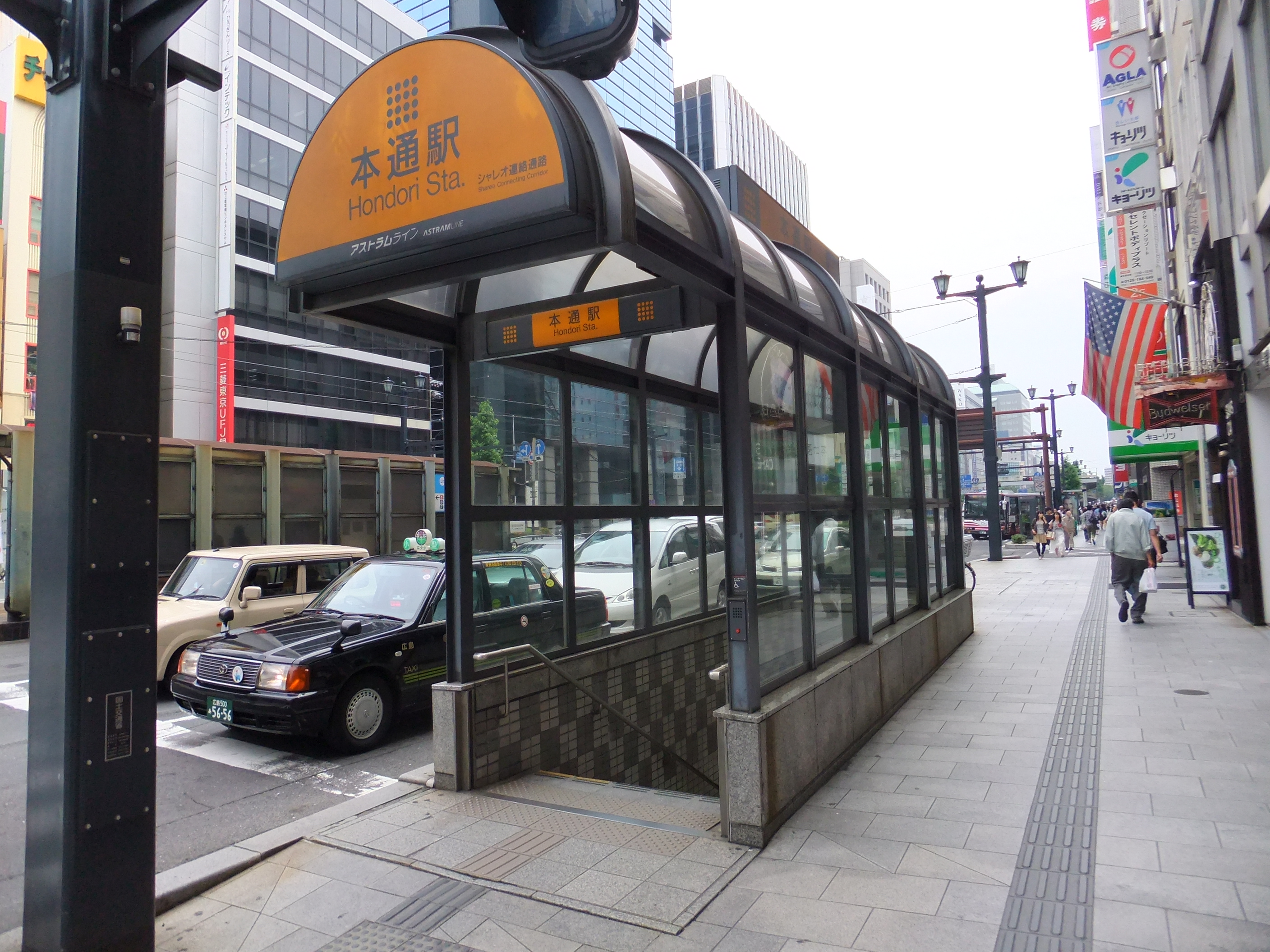
本通（西側）出入口
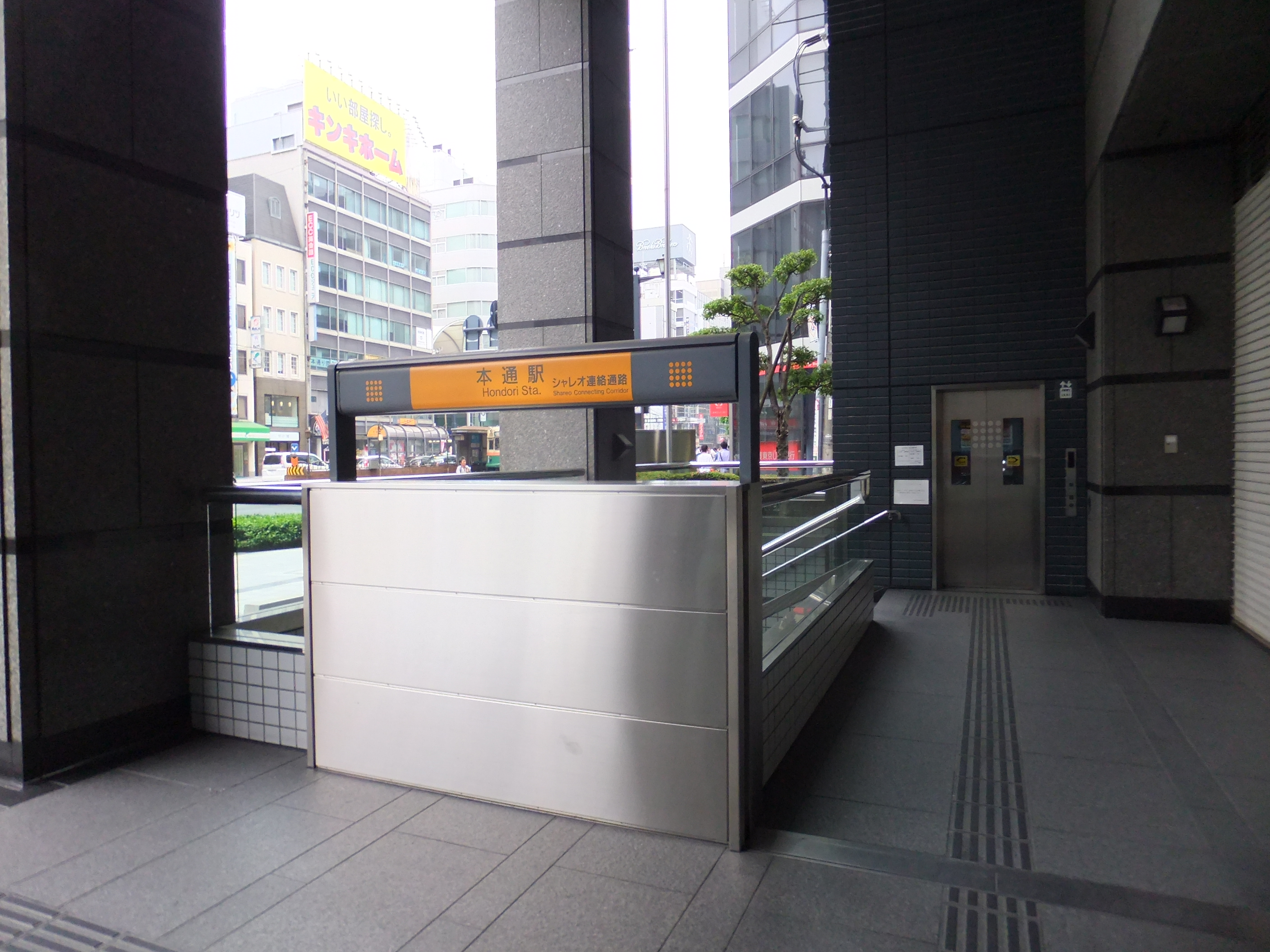
広島市信用組合出入口
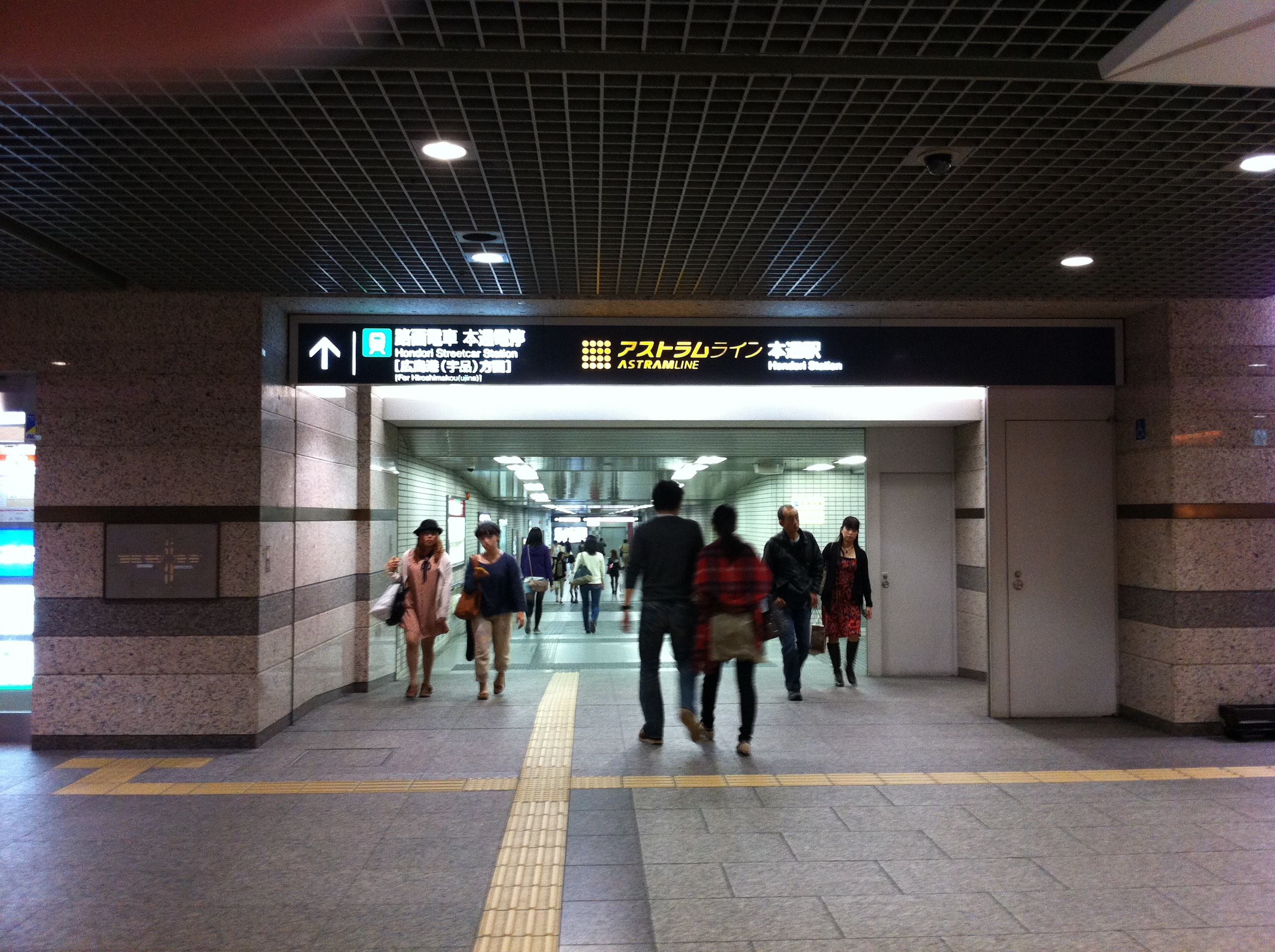
紙屋町シャレオ 地下連絡口

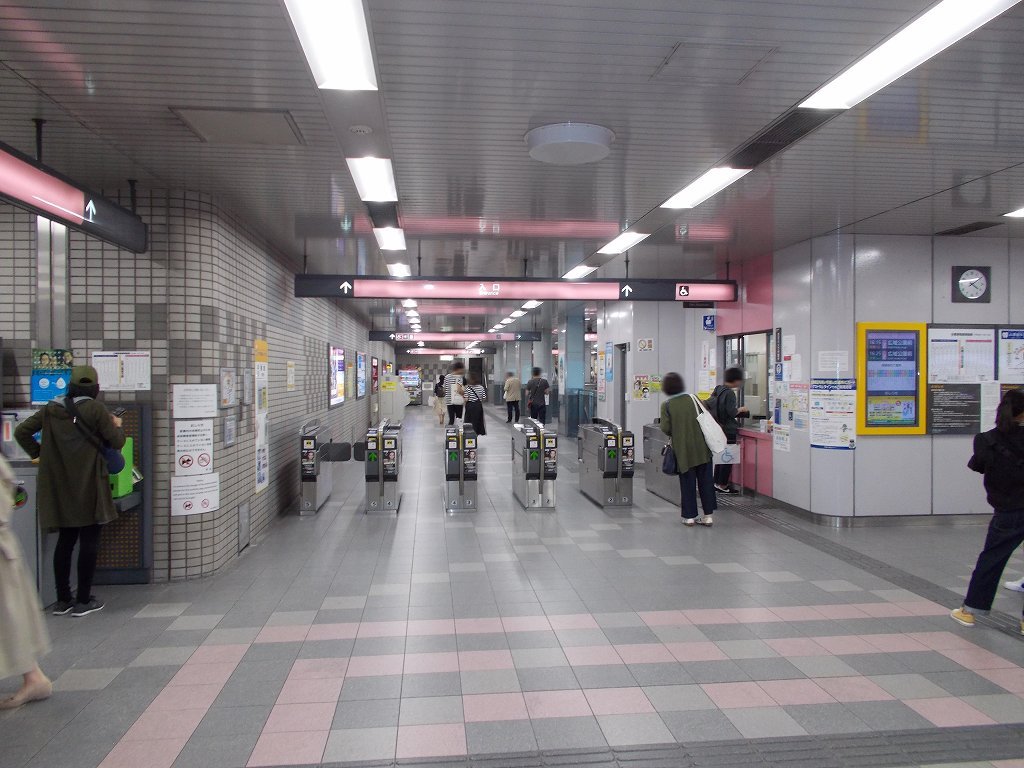
改札口
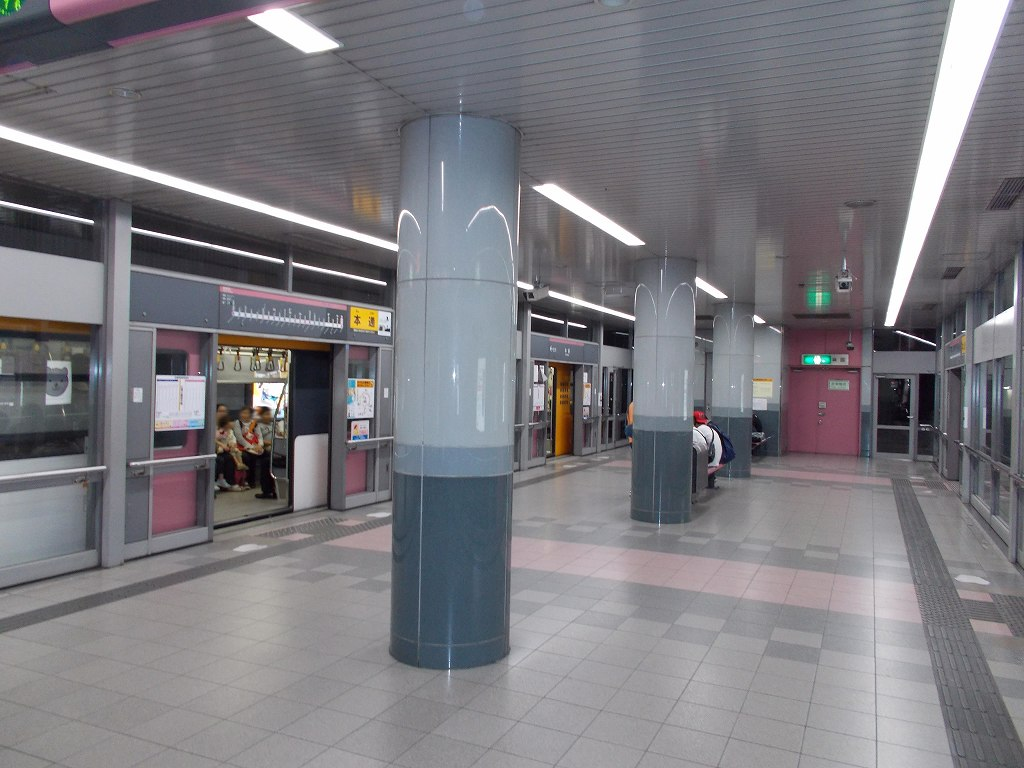
プラットホーム

## 利用状況
以下の情報は、広島市統計書に基づいたデータである。アストラムラインでは「1年毎乗車総数」と「1年毎降車総数」の情報を公開している。1日平均乗車人員データは、年度毎の乗車総数を365（閏年は366）で割った値を小数点2位を丸めて小数点1位の値にした物である。アストラムラインのデータは1,000で丸めて提供されているので、1年毎ではプラスマイナス500の誤差があり、1日当たりでは1.4人程度の誤差が発生する。
| 年度               | 1日平均 乗車人員 | 1年毎 乗車総数 | 1年毎 降車総数 |
| ------------------ | ---------------- | -------------- | -------------- |
| 1995年（平成07年） | 7,975.4          | 2,919,000      | 2,894,000      |
| 1996年（平成08年） | 8,460.3          | 3,088,000      | 3,044,000      |
| 1997年（平成09年） | 8,961.6          | 3,271,000      | 3,207,000      |
| 1998年（平成10年） | 9,391.8          | 3,428,000      | 3,315,000      |
| 1999年（平成11年） | 9,669.4          | 3,539,000      | 3,382,000      |
| 2000年（平成12年） | 9,794.5          | 3,575,000      | 3,396,000      |
| 2001年（平成13年） | 10,175.3         | 3,714,000      | 3,195,000      |
| 2002年（平成14年） | 9,476.7          | 3,459,000      | 2,972,000      |
| 2003年（平成15年） | 9,412.6          | 3,445,000      | 2,904,000      |
| 2004年（平成16年） | 9,498.6          | 3,467,000      | 2,910,000      |
| 2005年（平成17年） | 9,638.4          | 3,518,000      | 2,938,000      |
| 2006年（平成18年） | 9,720.5          | 3,548,000      | 2,954,000      |
| 2007年（平成19年） | 9,904.4          | 3,625,000      | 3,005,000      |
| 2008年（平成20年） | 10,175.3         | 3,714,000      | 3,035,000      |
| 2009年（平成21年） | 9,964.4          | 3,637,000      | 2,972,000      |
| 2010年（平成22年） | 10,095.9         | 3,685,000      | 3,004,000      |
| 2011年（平成23年） | 10,278.7         | 3,762,000      | 3,064,000      |
| 2012年（平成24年） | 10,449.3         | 3,814,000      | 3,098,000      |
| 2013年（平成25年） | 10,843.8         | 3,958,000      | 3,200,000      |
| 2014年（平成26年） | 11,021.9         | 4,023,000      | 3,267,000      |
| 2015年（平成27年） | 11,721.3         | 4,290,000      | 3,563,000      |
| 2016年（平成28年） | 12,076.7         | 4,408,000      | 3,658,000      |
| 2017年（平成29年） | 12,282.1         | 4,483,000      | 3,690,000      |
| 2018年（平成30年） | 12,468.5         | 4,551,000      | 3,696,000      |
| 2019年（令和元年） | 12,663.9         | 4,635,000      | 3,790,000      |
| 2020年（令和02年） | 10,071.2         | 3,676,000      | 2,900,000      |
| 2021年（令和03年） | 10,424.7         | 3,805,000      | 3,079,000      |
| 2022年（令和04年） | 11,671.2         | 4,260,000      | 3,509,000      |

## 駅周辺
広島市の中心部に所在し、商店・金融機関が多く存在する。江戸時代より近くを西国街道が通り、古くから商業の中心であった。
- 紙屋町シャレオ（直結・出入口を共有している）
- 広島本通商店街
  - サンモール
  - 広島アンデルセン
- 広島平和記念公園
  - 原爆ドーム
  - レストハウス
  - 原爆の子の像
- 明治安田生命広島本通ビル
  - 広島県赤十字血液センター本通出張所（献血ルームもみじ）
- 広島市中央公園（特に旧広島市民球場周辺）
- 三井住友銀行広島支店
- 三菱UFJ銀行広島支店
- 広島銀行本店
- 広島市信用組合本店
- 広島電鉄宇品線 本通電停
  - 1号線：広島駅・八丁堀方面 - 紙屋町東 - 本通電停 - 袋町 - 市役所前・広電本社前・広島港方面
  - 3号線：広電西広島・十日市町方面 - 紙屋町西 - 本通電停 - 袋町 - 市役所前・広電本社前方面
  - 7号線：横川駅・十日市町方面 - 紙屋町西 - 本通電停 - 袋町 - 市役所前・広電本社前・広島港方面

現在は閉店したが、ユニード広島店や、書店の積善館・金正堂も付近にあった。

## バス路線
鯉城通り沿いに「本通り」バス停があり、広電バス・広島バス・中国JRバス・芸陽バス が停車する。
31 本通りバス停（南行き 市役所前方面）
- 2号線（広電バス） 市役所前行き 平日の午前のみ
- 3号線（広電バス） 加古町・舟入本町・観音マリーナホップ方面
- 6号線（広電バス） 加古町・舟入本町・江波方面
- 7号線（広電バス） 南区役所前・東雲方面
- 12号線（広電バス） 市役所前・仁保沖町方面 平日朝の4便のみ
- 21号 宇品線（広島バス） 日赤病院西・ベイシティ宇品・広島港方面
- 24号 吉島線（広島バス） 平和記念公園・加古町・住吉町・吉島方面
- 25号 草津線（広島バス） 平和記念公園・西区役所前・己斐方面
- 41号線（広電バス・芸陽バス） 南区役所前・東雲方面
- 54,55号 西広島バイパス線（広電バス） 加古町・舟入本町・観音本町・古江方面
- 60,64号線（広電バス） 市役所前行き
- 101 エキまちループ 左回り（広電バス・広島バス） 田中町・平塚町方面
- クレアライン（広電バス・中国JRバス） 呉市方面

32 本通りバス停（北行き 紙屋町交差点方面）
- 3号線（広電バス） 八丁堀方面
- 6号線（広電バス） 白島町・牛田方面
- 7号線（広電バス） 紙屋町方面
- 12号線（広電バス） 戸坂・東浄小学校前方面 平日夕方の3便のみ
- 21号 宇品線（広島バス） 八丁堀方面
- 24号 吉島線（広島バス） 八丁堀方面
- 25号 草津線（広島バス） 八丁堀方面
- 41号線（広電バス・芸陽バス） 紙屋町・広島バスセンター方面
- 54,55号線（広電バス） 広島バスセンター方面
- 102 エキまちループ 右回り（広電バス・広島バス） 八丁堀方面

## 隣の駅
広島高速交通
■広島新交通1号線（アストラムライン）
本通駅 - 県庁前駅

## その他
- 駅スタンプには広島平和記念公園が描かれている。
- 原爆ドーム・平和記念公園方面への西1出口に、広島が舞台となっているこうの史代の漫画作品「夕凪の街 桜の国」をデザインしたステンドグラスが設置されている。[12]